# Lijst van personen overleden in maart 2017
Dit is een lijst van bekende personen die zijn overleden in maart 2017.

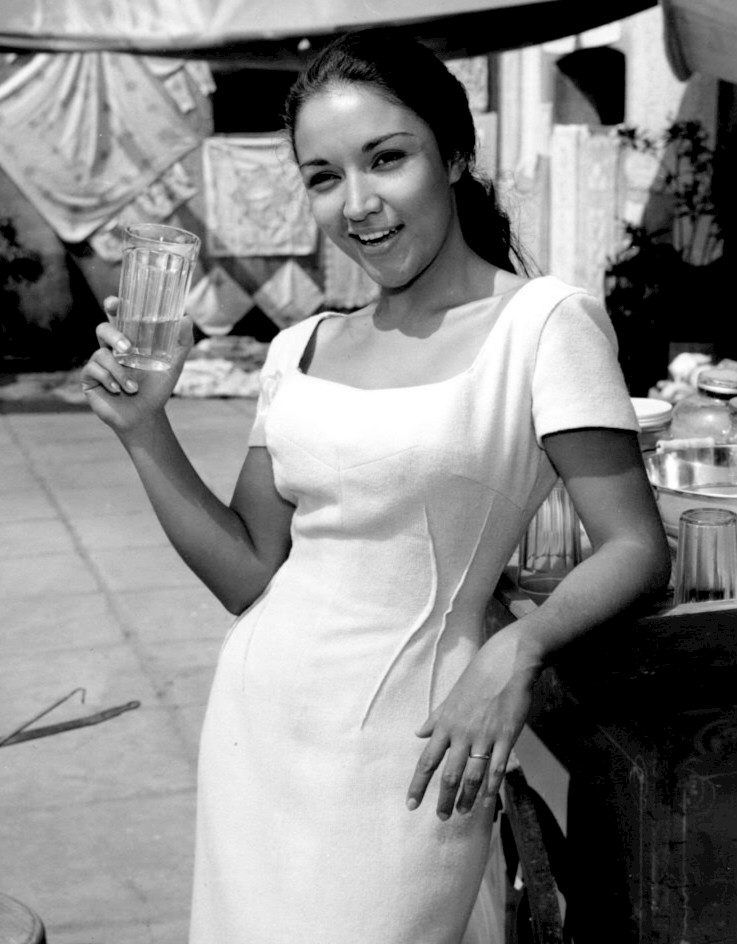
Miriam Colon
3 maart

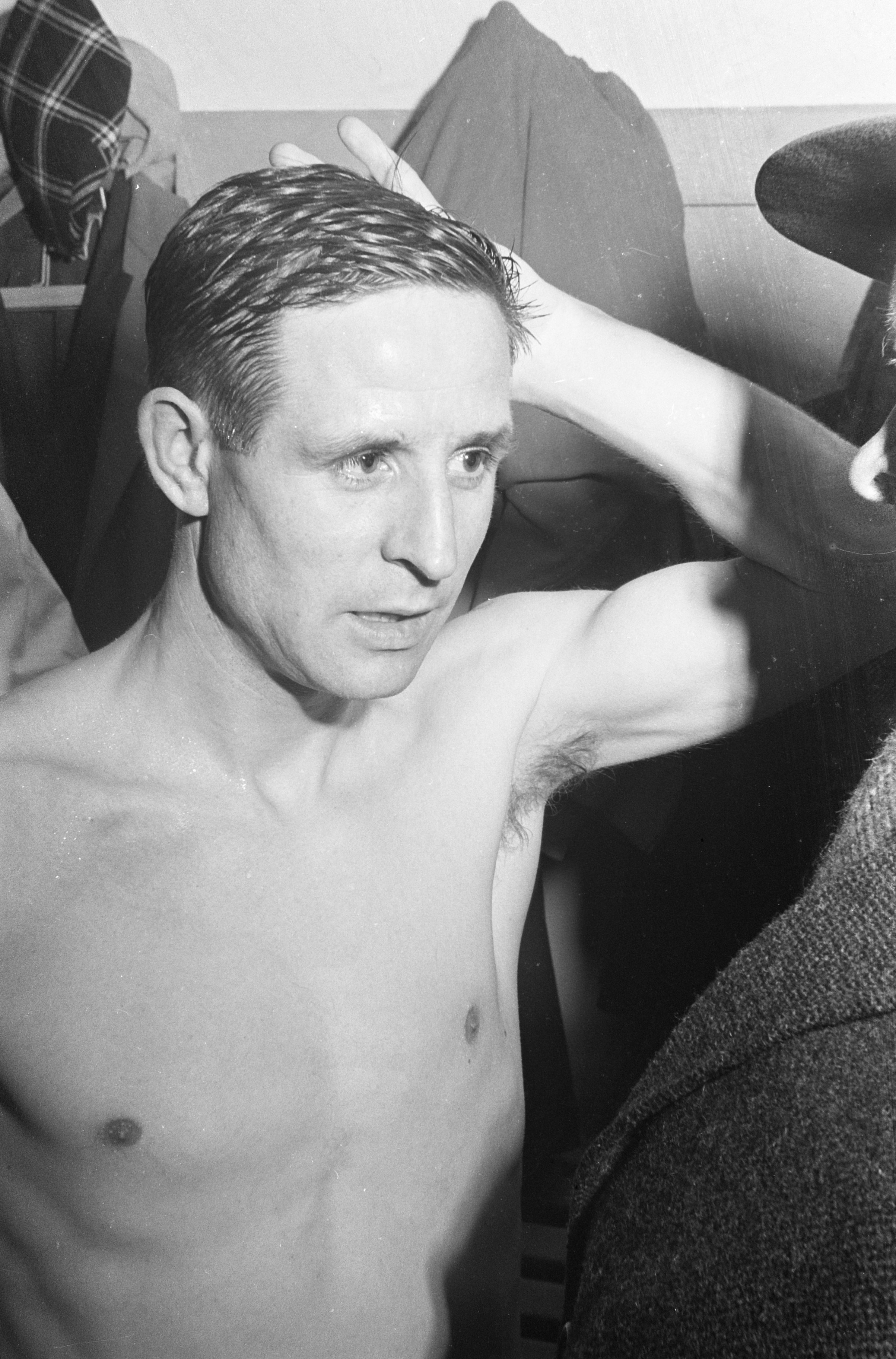
Raymond Kopa
3 maart

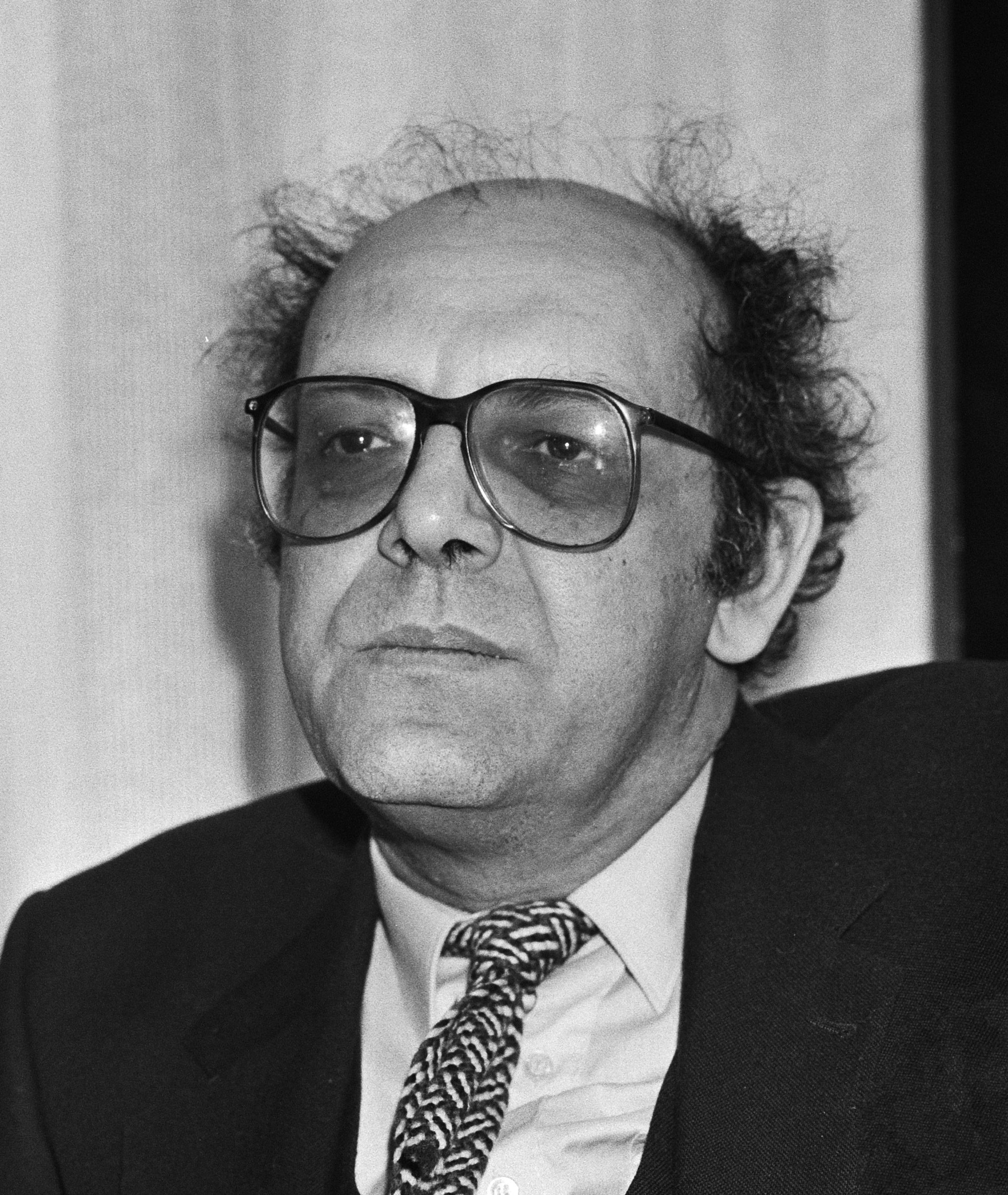
Misha Mengelberg
3 maart

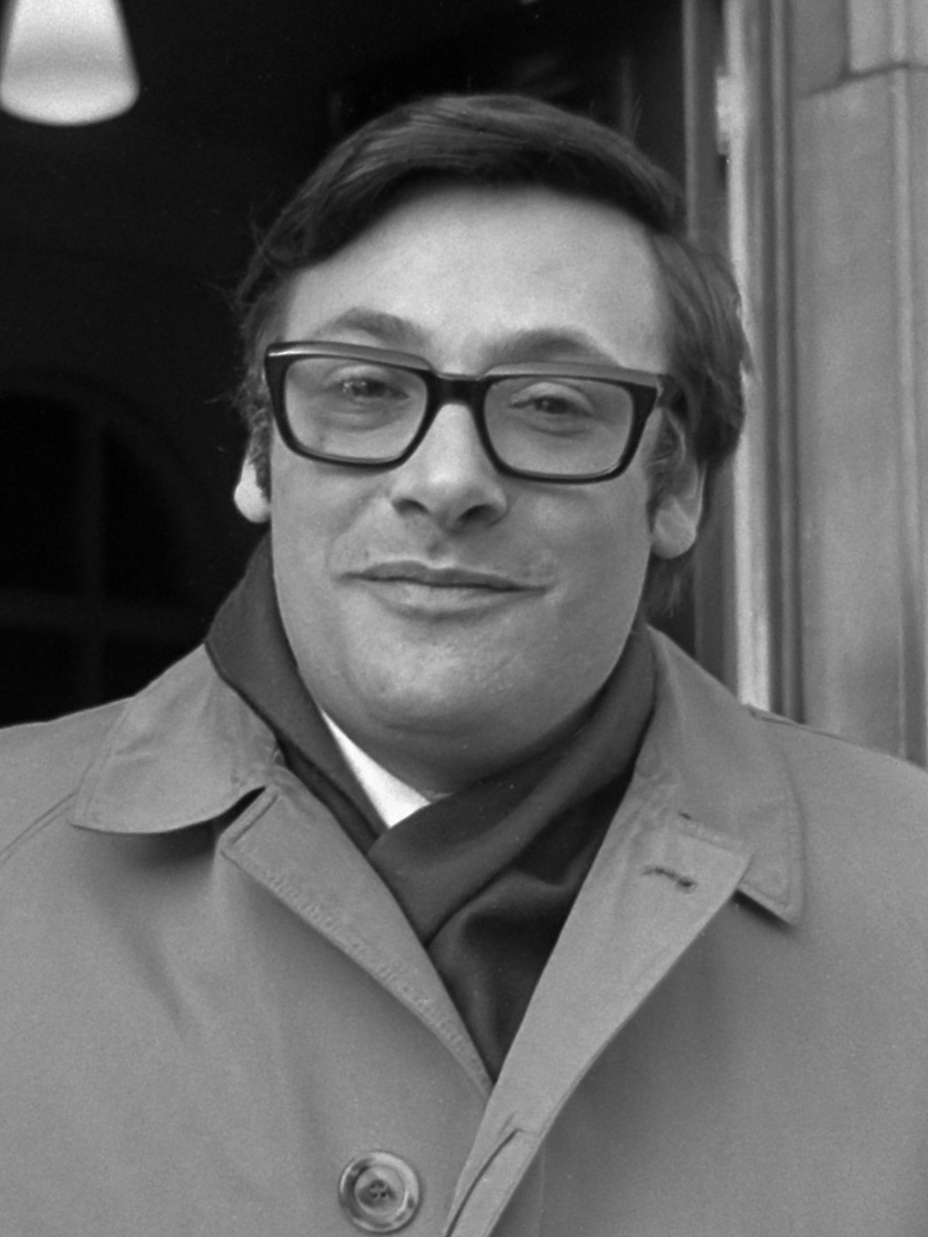
Thijs Chanowski
7 maart

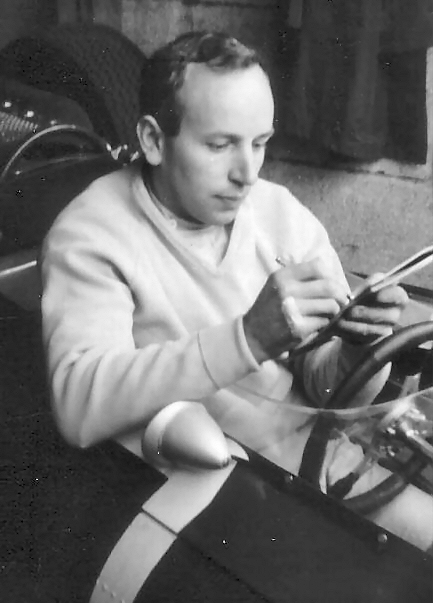
John Surtees
10 maart

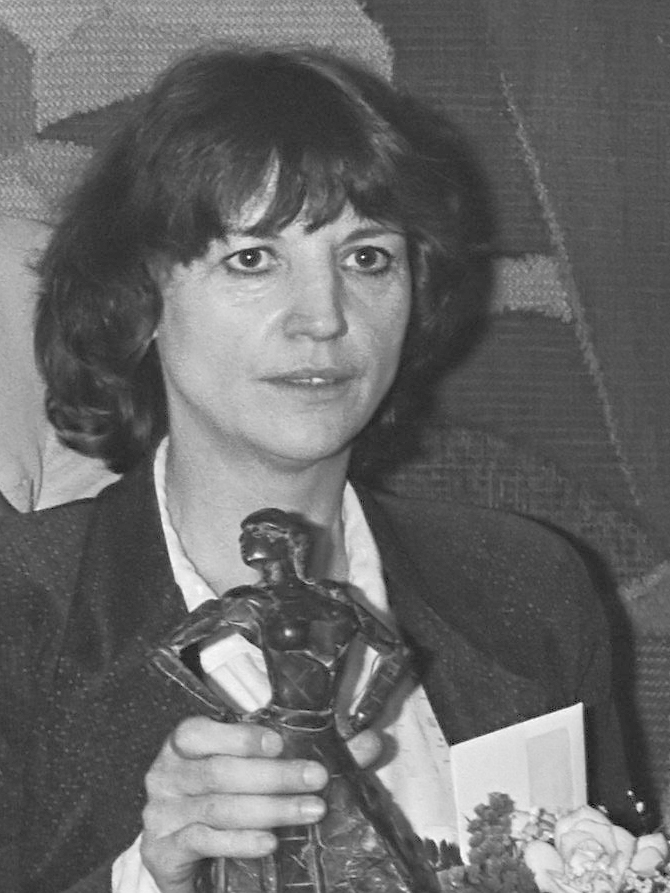
Kitty Courbois
11 maart

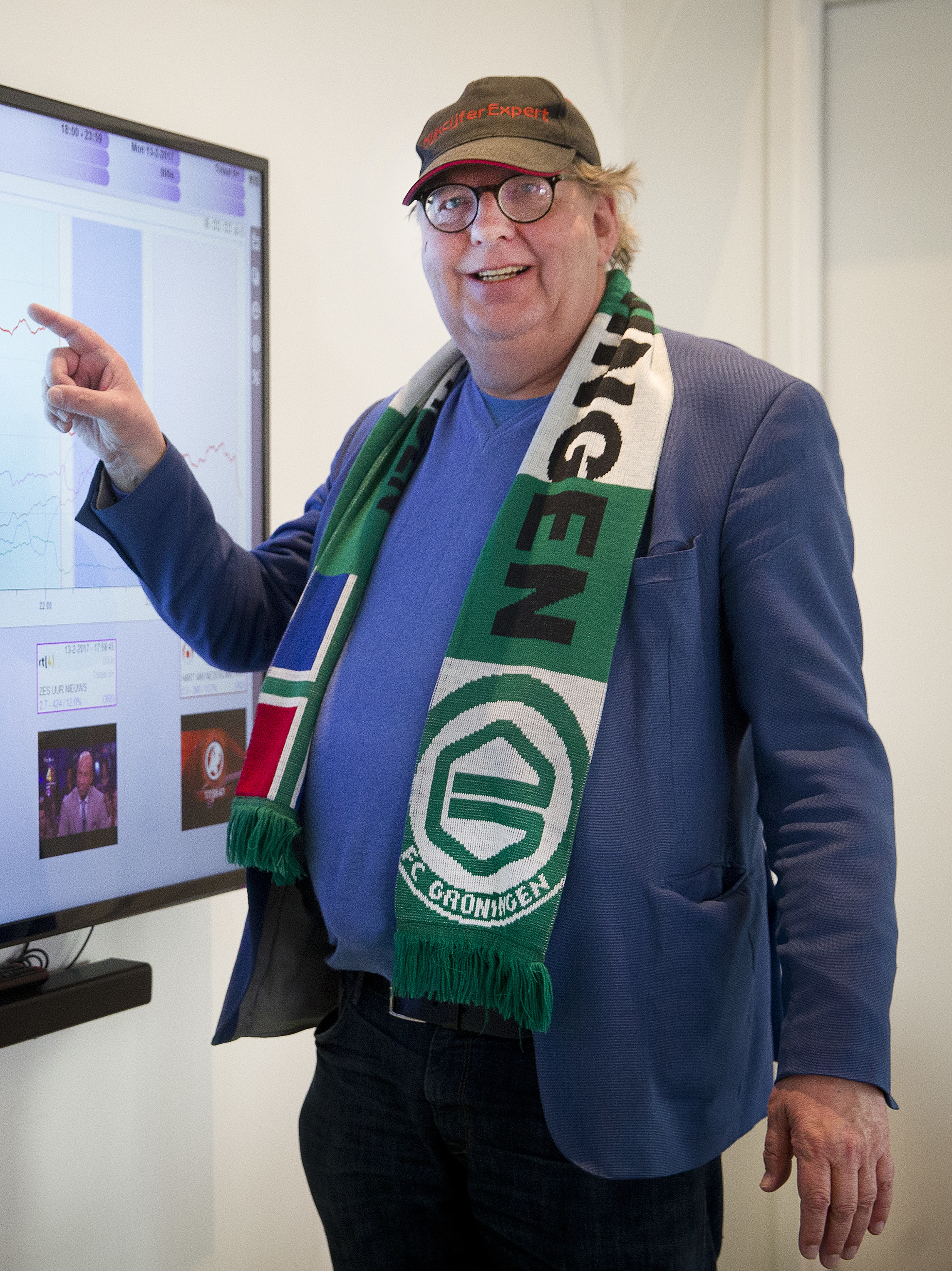
René van Dammen
13 maart

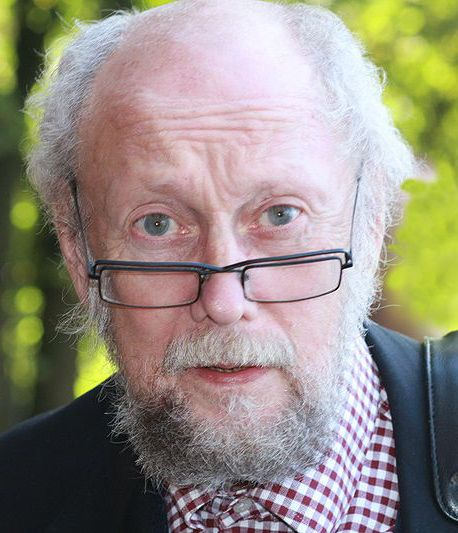
Torgny Lindgren
16 maart

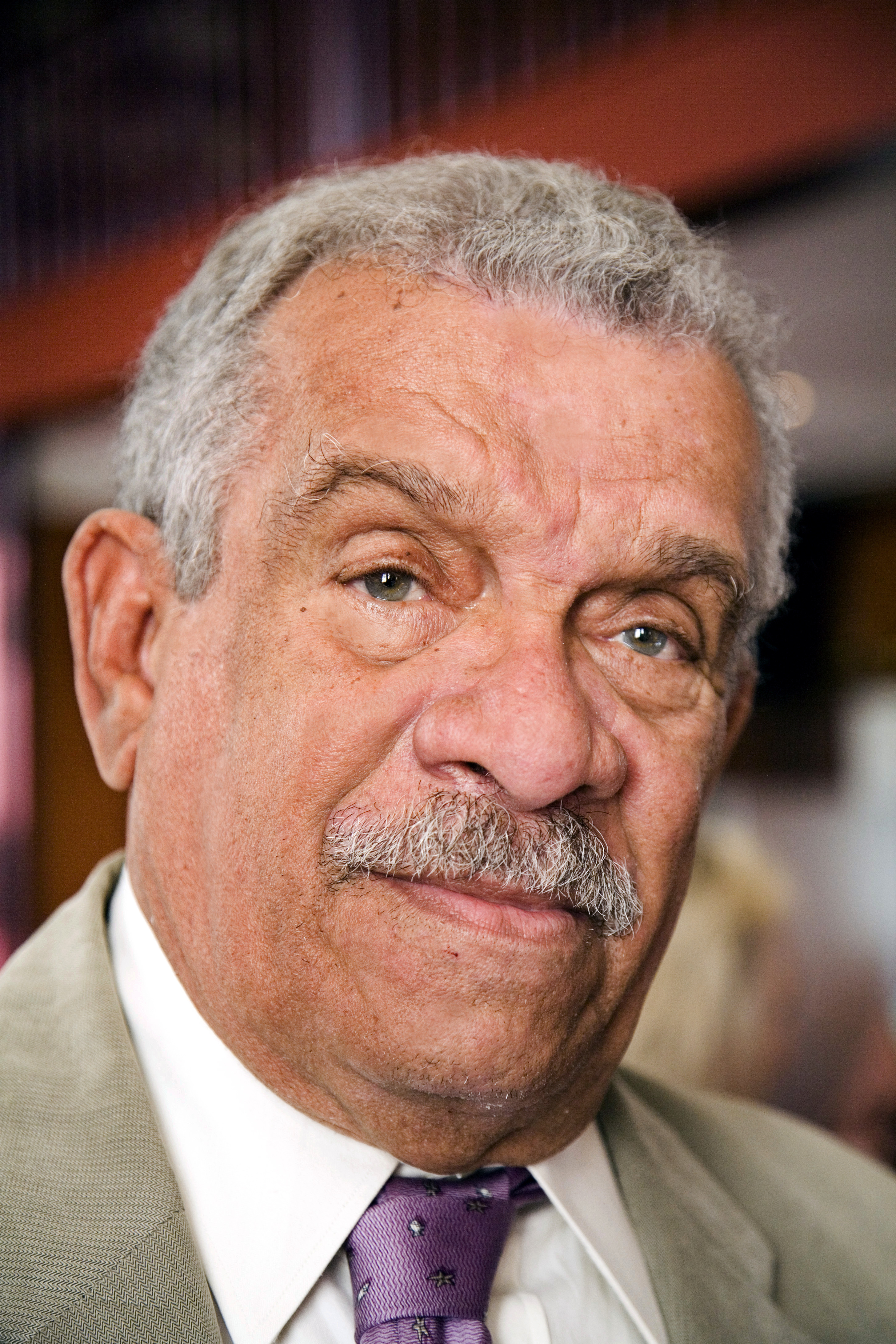
Derek Walcott
17 maart

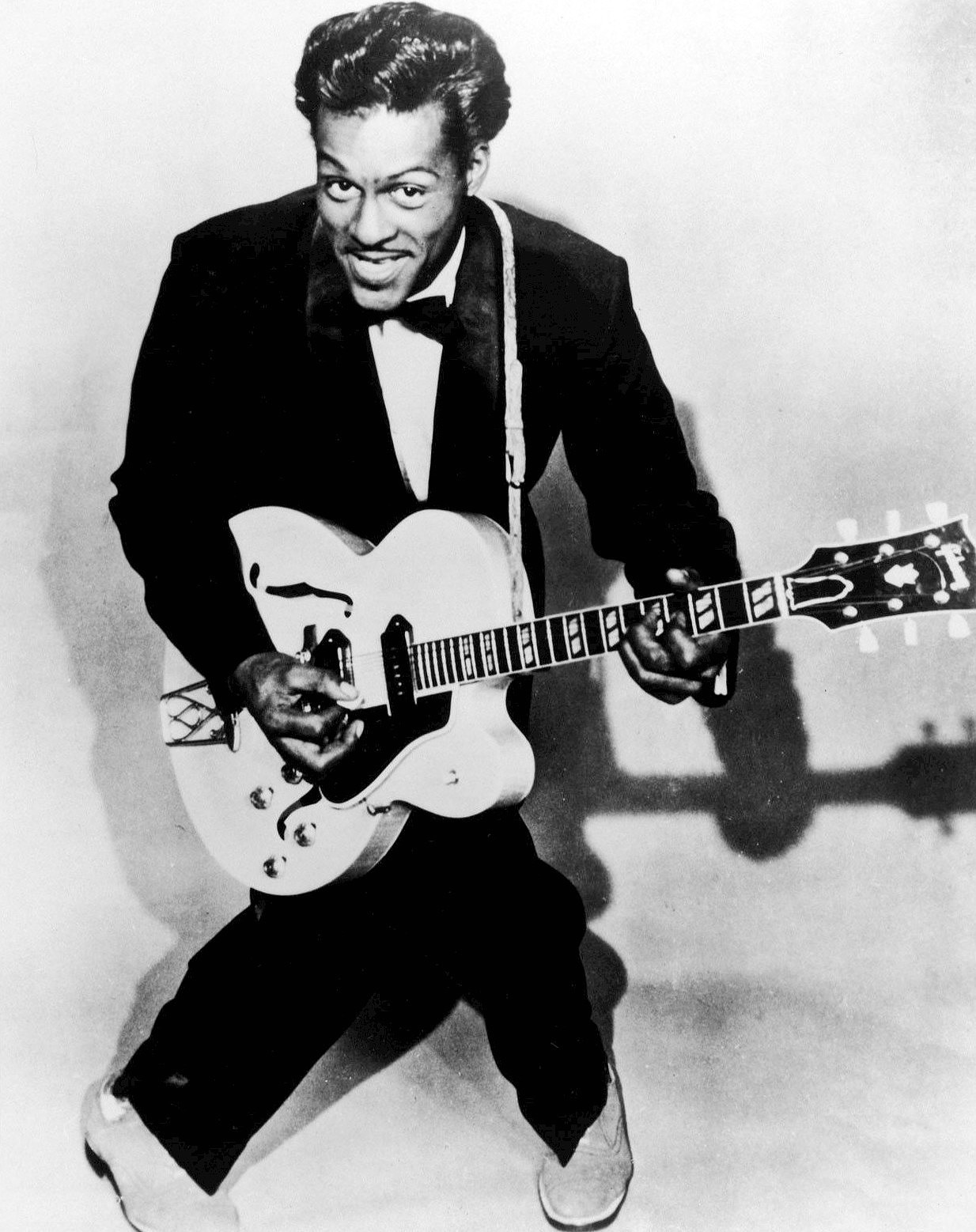
Chuck Berry
18 maart

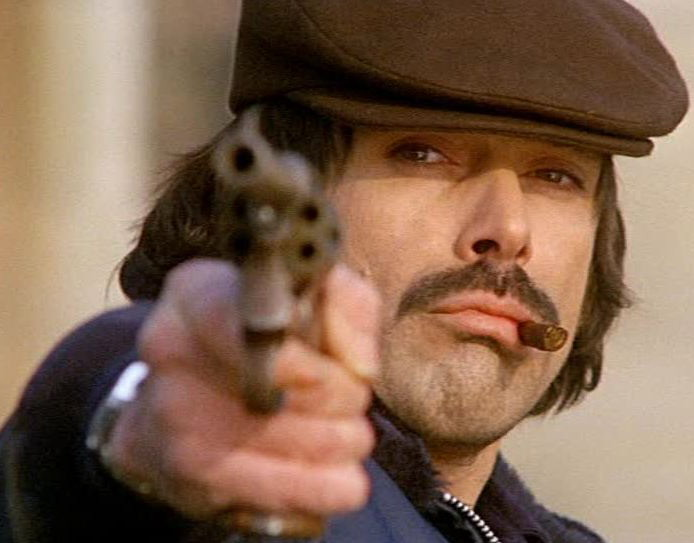
Tomás Milián
22 maart

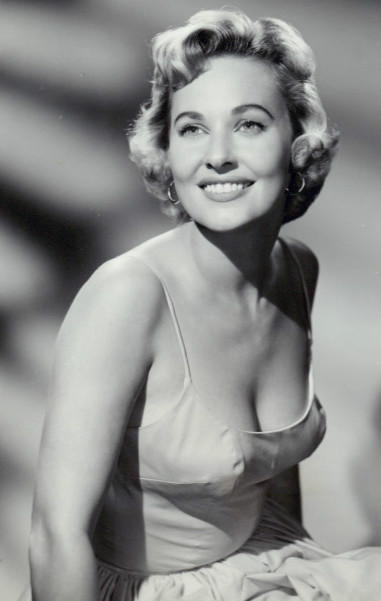
Lola Albright
23 maart

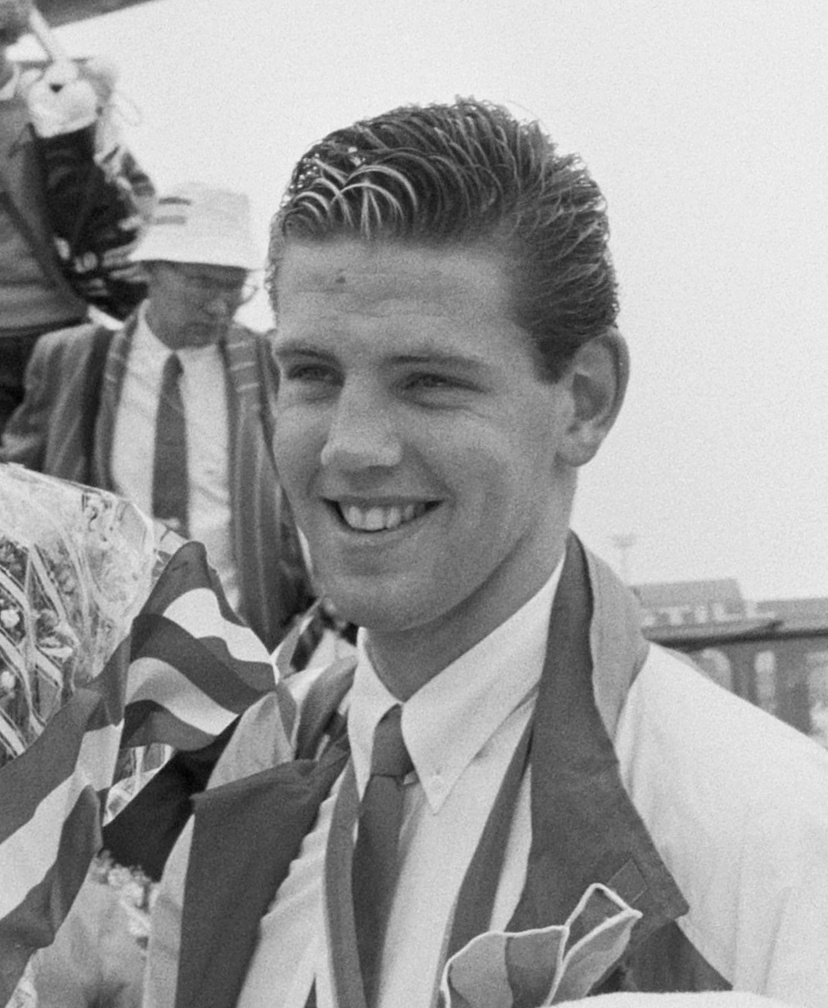
Leo Peelen
24 maart

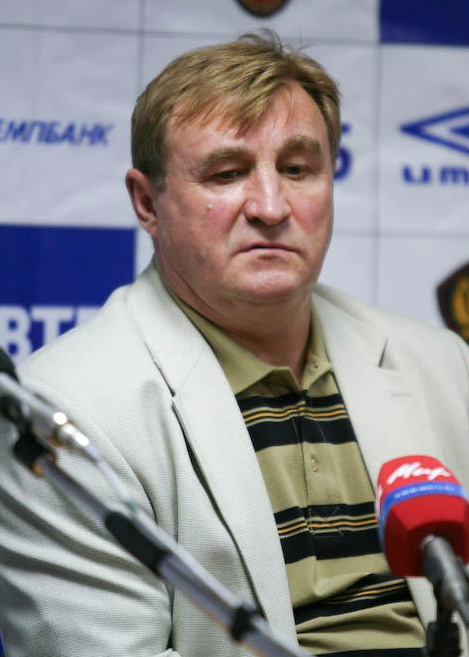
Vladimir Kazatsjonok
26 maart

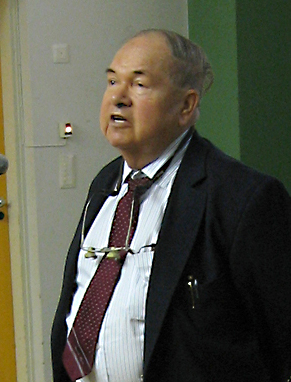
Aleksej Abrikosov
29 maart

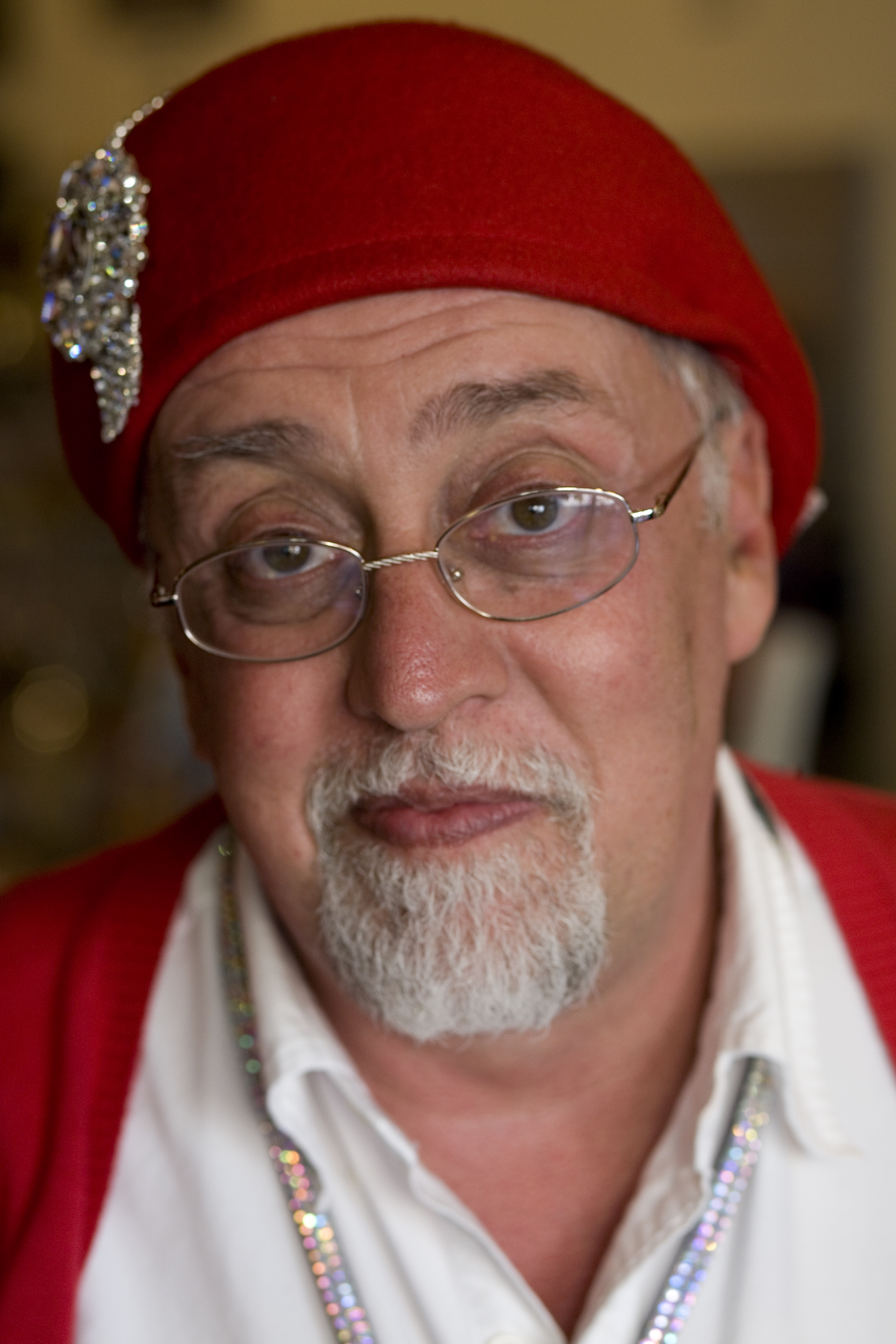
Gilbert Baker
31 maart

| 1 | 2 | 3 | 4 | 5 | 6 | 7 | 8 | 9 | 10 | 11 | 12 | 13 | 14 | 15 | 16 | 17 | 18 | 19 | 20 | 21 | 22 | 23 | 24 | 25 | 26 | 27 | 28 | 29 | 30 | 31 |
| - | - | - | - | - | - | - | - | - | -- | -- | -- | -- | -- | -- | -- | -- | -- | -- | -- | -- | -- | -- | -- | -- | -- | -- | -- | -- | -- | -- |

### 1 maart
- Raymond Florax (60), Nederlands econoom[1]
- Paula Fox (93), Amerikaans schrijfster[2]
- Carlos Gardini (68), Argentijns schrijver[3]
- Gustav Metzger (90), Brits kunstenaar en politiek activist[4]

### 2 maart
- Edouard Close (87), Belgisch politicus[5]
- Tommy Gemmell (73), Schots voetballer[6]
- Simon Hobday (76), Zuid-Afrikaans golfer[7]
- Lucho Macedo (87), Peruaans muzikant[8]
- David Rubinger (92), Israëlisch fotograaf[9]

### 3 maart
- Miriam Colon (80), Puerto Ricaans actrice[10]
- Raymond Kopa (85), Frans voetballer[11]
- Misha Mengelberg (81), Nederlands pianist en componist[12]
- Tommy Page (46), Brits zanger[13]
- René Préval (74), president van Haïti[14]
- Gordon Thomas (84), Brits auteur en journalist[15]
- Guus Verstraete jr. (69), Nederlands regisseur[16]

### 4 maart
- Fred Mühring (93), Nederlands voetballer en handballer[17]
- Thomas Starzl (90), Amerikaans medicus[18]

### 5 maart
- Piet Eversteijn (97), Nederlands voetballer[19]
- Kurt Moll (78), Duits operazanger[20]
- Fred Weintraub (88), Amerikaans film- en televisieproducent[21]

### 6 maart
- Robert Osborne (84), Amerikaans acteur, filmhistoricus en presentator[22]
- Marek Ostrowski (57), Pools voetballer[23]
- Eddy Pauwels (81), Belgisch wielrenner[24]
- Jesús Silva Herzog Flores (81), Mexicaans econoom en politicus[25]
- Dudley Storey (77), Nieuw-Zeelands roeier[26]
- Alberto Zedda (89), Italiaans dirigent en musicoloog[27]

### 7 maart
- Thijs Chanowski (86), Nederlands televisieproducent[28]
- Hans Dehmelt (94), Duits-Amerikaans natuurkundige[29]
- Paul Engelfriet (89), Nederlands kunstschaatser en immunohematoloog[30]
- Yukinori Miyabe (48), Japans langebaanschaatser[31]
- André Nouschi (94), Frans geschiedkundige[32]
- Francis Thorne (94), Amerikaans componist en jazzpianist[33]
- Juan Carlos Touriño (72), Spaans voetballer[34]
- Éliane Victor (98), Frans journaliste en televisiepresentatrice[35]

### 8 maart
- Dik Kwekkeboom (58), Nederlands nucleair geneeskundige[36]
- Theo Mulder (88), Nederlands beeldhouwer[37]
- George Andrew Olah (89), Amerikaans scheikundige[38]
- Hans-Joachim Rhinow (95), Duits componist[39]

### 9 maart
- Ann Beach (78), Brits actrice[40]
- Howard Hodgkin (84), Brits kunstschilder[41]
- Jean-Hugues Malineau (71), Frans dichter en uitgever[42]
- Kamiel Mortelmans (70), Belgisch-Nederlands rechtsgeleerde en staatsraad[43]

### 10 maart
- Werner Bircher (88), Zwitsers politicus[44]
- Absalón Castellanos Domínguez (93), Mexicaans militair leider en politicus[45]
- John Forgeham (75), Brits acteur[46]
- Tony Haygarth (72), Brits acteur[47]
- Aníbal Ruiz (74), Uruguayaans voetballer en voetbalcoach[48]
- Joni Sledge (60), Amerikaans zangeres[49]
- John Surtees (83), Brits auto- en motorcoureur[50]
- Robert James Waller (77), Amerikaans schrijver[51]

### 11 maart
- Kitty Courbois (79), Nederlands actrice[52]
- Ton van Kluyve (81), Nederlands zanger[53]
- Anton Martineau (90), Nederlands kunstenaar[54]
- Ángel Parra (73), Chileens zanger[55]

### 12 maart
- Joey Alves (63), Amerikaans gitarist[56]

### 13 maart
- Henri Cueco (87), Frans schilder en schrijver[57]
- René van Dammen (63), Nederlands kijkcijferexpert[58]
- Amy Krouse Rosenthal (51), Amerikaans schrijfster[59]
- Hiroto Muraoka (85), Japans voetballer[60]
- Patrick Nève (67), Belgisch autocoureur[61]
- Tommy LiPuma (80), Amerikaans platenproducent[62]
- Richard zu Sayn-Wittgenstein-Berleburg (82), lid Duitse adel[63]

### 14 maart
- Luigi Mannelli (78), Italiaans waterpolospeler[64]
- Marc Janssen (76), Belgisch acteur[65]

### 15 maart
- Enrique Morea (92), Argentijns tennisspeler[66]
- Sok An (66), Cambodjaans politicus[67]

### 16 maart
- James Cotton (81), Amerikaans bluesmusicus[68]
- Torgny Lindgren (78), Zweeds schrijver[69]

### 17 maart
- Robert Day (94), Brits film- en televisieregisseur[70]
- Derek Walcott (87), Saint Luciaans dichter en toneelschrijver[71]

### 18 maart
- Bill Bell (80) , Amerikaans jazzpianist, -arrangeur, -componist en muziekpedagoog[72]
- Chuck Berry (90), Amerikaans gitarist, zanger en componist[73]
- Trisha Brown (80), Amerikaans choreografe[74]
- Joe Mafela (75), Zuid-Afrikaans acteur[75]
- Miloslav Vlk (84), Tsjechisch kardinaal[76]
- Bernie Wrightson (68), Amerikaans stripauteur en illustrator[77]

### 19 maart
- Jimmy Breslin (88), Amerikaans auteur en journalist[78]
- Ryan McBride (27), Iers voetballer[79]
- Roger Pingeon (76), Frans wielrenner[80]
- Ian Stewart (87), Schots autocoureur[81]

### 20 maart
- Louis Frémaux (95), Frans dirigent[82]
- Leticia Ramos-Shahani (87), Filipijns diplomaat en politicus[83]
- David Rockefeller (101), Amerikaans bankier[84]
- Robert Silvers (87), Amerikaans uitgever[85]
- Tony Terran (90), Amerikaans trompettist[86]

### 21 maart
- Chuck Barris (87), Amerikaans presentator en spelshowbedenker[87]
- Colin Dexter (86), Brits misdaadschrijver[88]
- Henri Emmanuelli (71), Frans politicus[89]
- Martin McGuinness (66), Noord-Iers politicus[90]
- Gerard Wiegel (90), Nederlands cartoonist en stripauteur[91]

### 22 maart
- Dolf Gogelein (88), Nederlands museumdirecteur[92]
- Pete Hamilton (74), Amerikaans autocoureur[93]
- Sib Hashian (67), Amerikaans drummer[94]
- Tomás Milián (84), Cubaans acteur[95]
- Agustí Montal Costa (82), Spaans voetbalbestuurder[96]
- Ronnie Moran (83), Engels voetballer[97]

### 23 maart
- Lola Albright (92), Amerikaans actrice[98]
- Serge Doubrovsky (88), Frans schrijver, literair criticus en professor Franse literatuur[99]
- Lee Farr (89), Amerikaans acteur[100]
- William Henry Keeler (86), Amerikaans kardinaal[101]
- Denis Voronenkov (45), Russisch-Oekraïens politicus[102]

### 24 maart
- Leo Peelen (48), Nederlands wielrenner[103]
- Jean Rouverol (100), Amerikaans actrice en (scenario)schrijfster[104]
- Wolfgang Solz (77), Duits voetballer[105]

### 25 maart
- Sheila Bond (90), Amerikaans actrice en zangeres[106]
- Giorgio Capitani (89), Italiaans filmregisseur[107]
- Willy Courteaux (93), Belgisch journalist en vertaler[108]
- Asbjørn Hansen (86), Noors voetbaldoelman[109]
- Flor Hermans (82), Belgisch violist en kunstenaar[110]
- Julian Stanczak (88), Amerikaans-Pools kunstschilder[111]

### 26 maart
- Alessandro Alessandroni (92), Italiaans musicus[112]
- Darlene Cates (69), Amerikaans actrice[113]
- Vladimir Kazatsjonok (64), Russisch voetballer en voetbaltrainer[114]

### 27 maart
- Arthur Blythe (76), Amerikaans saxofonist en componist[115]
- Clem Curtis (76), Brits zanger[116]
- Jean-Michel Guilcher (102), Frans etnoloog[117]
- Rainer Kussmaul (70), Duits violist en dirigent[118]
- Edoeard Moedrik (77), Sovjet-Russisch voetballer[119]
- David Storey (83), Brits schrijver[120]

### 28 maart
- Theo Aalbers (79), Nederlands voetbalbestuurder[121]
- Alice van Bourbon-Parma (99), lid Spaanse adel[122]
- Ahmed Kathrada (87), Zuid-Afrikaans activist[123]
- Christine Kaufmann (72), Duits actrice[124]

### 29 maart
- Aleksej Abrikosov (88), Russisch natuurkundige[125]
- Ernst Ogris (49), Oostenrijks voetballer[126]
- Bonno Spieker (81), Nederlands politicus[127]

### 30 maart
- Donald Harvey (64), Amerikaans seriemoordenaar[128]

### 31 maart
- Gilbert Baker (65), Amerikaans ontwerper en homoactivist[129]
- William Thaddeus Coleman jr. (96), Amerikaans advocaat en politicus[130]
- John te Loo (88), Nederlands burgemeester[131]
- John Phillips (65), Brits voetballer[132]
- James Rosenquist (83), Amerikaans kunstschilder[133]
- Évelyne Sullerot (92), Frans sociologe en feministe[134]
- Anton Westerlaken (62), Nederlands vakbondsbestuurder[135]

januari ·
februari ·
maart ·
april ·
mei ·
juni ·
juli ·
augustus ·
september ·
oktober ·
november ·
december
1900 ·
1901 ·
1902 ·
1903 ·
1904 ·
1905 ·
1906 ·
1907 ·
1908 ·
1909 ·
1910 ·
1911 ·
1912 ·
1913 ·
1914 ·
1915 ·
1916 ·
1917 ·
1918 ·
1919 ·
1920 ·
1921 ·
1922 ·
1923 ·
1924 ·
1925 ·
1926 ·
1927 ·
1928 ·
1929 ·
1930 ·
1931 ·
1932 ·
1933 ·
1934 ·
1935 ·
1936 ·
1937 ·
1938 ·
1939 ·
1940 ·
1941 ·
1942 ·
1943 ·
1944 ·
1945 ·
1946 ·
1947 ·
1948 ·
1949 ·
1950 ·
1951 ·
1952 ·
1953 ·
1954 ·
1955 ·
1956 ·
1957 ·
1958 ·
1959 ·
1960 ·
1961 ·
1962 ·
1963 ·
1964 ·
1965 ·
1966 ·
1967 ·
1968 ·
1969 ·
1970 ·
1971 ·
1972 ·
1973 ·
1974 ·
1975 ·
1976 ·
1977 ·
1978 ·
1979 ·
1980 ·
1981 ·
1982 ·
1983 ·
1984 ·
1985 ·
1986 ·
1987 ·
1988 ·
1989 ·
1990 ·
1991 ·
1992 ·
1993 ·
1994 ·
1995 ·
1996 ·
1997 ·
1998 ·
1999 ·
2000 ·
2001 ·
2002 ·
2003 ·
2004 ·
2005 ·
2006 ·
2007 ·
2008 ·
2009 ·
2010 ·
2011 ·
2012 ·
2013 ·
2014 ·
2015 ·
2016 ·
2017 ·
2018 ·
2019 ·
2020 ·
2021 ·
2022 ·
2023 ·
2024 ·
2025